# Prijevoj Fern
Fern Pass (1212 m/nm) je planinski prijevoj u Tirolskim Alpama u Austriji. Nalazi se između Lechtalskih Alpa na zapadu i planina Mieming na istoku. Najviši vrh u Njemačkoj, Zugspitze, nalazi se samo 13,5 km sjeveroistočno. Prijevoj se nalazi između Grubigsteina (2233 m) na sjeverozapadu, Wanniga (2493 m) na jugoistoku i Loreakopfa (2471 m) na zapadu.

## Povijest
Prijevoj je nastao kada je došlo do ogromnog planinskog klizišta (zapravo kolapsa cijele planine, procijenjenog volumena od 1 km3; treći najveći planinski odron ikada u istočnim Alpama) ispunio je dio doline do visine od 300-400 metara, s gromadama koje su se našle i do 16 km daleko od svog početnog položaja. Dok se u početku vjerovalo da se to dogodilo prije najmanje 12 000 godina pr. Kr. kao posljedica snažnog porasta temperature i intenzivnog otjecanja nakon završetka posljednje deglacijacije, analiza peludi obavljena još 1940. već je ukazala na starost od ne mnogo više od 4000 godina (tj. datum događaja oko 2000. pr. Kr.), procjena koja je u biti potvrđena radiokarbonskim datiranjem u 1960-ih godina. Koristeći uran-torijevo datiranje, znanstvenici sa Sveučilišta Innsbruck koji su objavili svoje podatke 2007. datirali su događaj na 4150 +/- 100 godina prije Krista, tj. u 22. stoljeće prije Krista, što odgovara najnovijim fazama alpskog neolitskog razdoblja.
Krajolik je obilježen nizom jezera, od kojih je najveće Blindsee. Vjeruje se da je većinu njih stvorilo planinsko klizište.

## Promet i transport
Prva redovita cesta koja je prelazila preko prijelaza paprat bila je rimska Via Claudia Augusta koja je povezivala pokrajinu Reciju sa sjevernom Italijom. Prijevoj je bio pogodniji od Arlberga jer je bio relativno prohodan i zimi.
Današnja cesta je poznata kao Fernpass Straße (B 179). Povezuje Reutte kroz tunel Lermoos s Tarrenzom i Imstom. Preko B 187 i B 189 također vodi do Garmisch-Partenkirchena u Njemačkoj. Također povezuje dolinu rijeke Lech s dolinom rijeke Inn. Stoga nosi više prometa nego gotovo bilo koji drugi prijevoj u istočnim Alpama, osim prijevoja Brenner. Najstrmiji uspon je 8 posto, a uspon od Reuttea do prijevoja je 359 m. S druge strane do Telfsa, uspon je 579 m.

## Vanjske poveznice
|  | Zajednički poslužitelj ima još gradiva o temi Prijevoj Fern |

- Slike s Fern Passa